# Municipio de Sutton (Nebraska)
El municipio de Sutton (en inglés: Sutton Township) es un municipio ubicado en el condado de Clay en el estado estadounidense de Nebraska. En el año 2010 tenía una población de 139 habitantes y una densidad poblacional de 1,55 personas por km².

## Geografía
El municipio de Sutton se encuentra ubicado en las coordenadas 40°33′52″N 97°53′15″O / 40.56444, -97.88750. Según la Oficina del Censo de los Estados Unidos, el municipio tiene una superficie total de 89.53 km², de la cual 89,25 km² corresponden a tierra firme y (0,31 %) 0,28 km² es agua.

## Demografía
Según el censo de 2010, había 139 personas residiendo en el municipio de Sutton. La densidad de población era de 1,55 hab./km². De los 139 habitantes, el municipio de Sutton estaba compuesto por el 95,68 % blancos, el 3,6 % eran afroamericanos y el 0,72 % eran de una mezcla de razas. Del total de la población el 2,88 % eran hispanos o latinos de cualquier raza.